# Mikaël Nichanian
Pour les articles homonymes, voir Nichanian.
 (mai 2023).
Mikaël Nichanian (né le 22 octobre 1970) est un historien français.

## Biographie
Né en 1970, ancien élève de l'École normale supérieure (L 1992) et agrégé de lettres classiques (1994), Mikaël Nichanian signe en 1993, avec d'autres élèves de l'ENS, une pétition contre les crimes serbes en Bosnie-Herzégovine. Il est docteur en histoire médiévale (2004).
Conservateur chargé des collections arméniennes à la Bibliothèque nationale de France, il poursuit des recherches en histoire médiévale, mais aussi sur histoire du livre arménien et sur le génocide arménien.
Il a été co-rapporteur de la mission d'étude en France sur la recherche et l'enseignement des génocides et des crimes de masse.

## Publications
- Le Livre arménien de la Renaissance aux Lumières : une culture en diaspora : [exposition, Paris, Bibliothèque Mazarine, du 26 octobre au 30 novembre 2012], Paris: Bibliothèque Mazarine : Ed. des Cendres; 2012 (BNF 43537184).
- La distinction à Byzance : société de cour et hiérarchie des dignités à Constantinople (VIIe – IXe siècles), Paris: Travaux et Mémoires [Centre de Recherche d'Histoire et Civilisation de Byzance], Paris, vol. 17, 2012 (BNF 42453509).
- Détruire les Arméniens. Histoire d'un génocide, Paris, Presses universitaires de France, 2015 (BNF 44305960)[7].